# Opština Preševo

Lage der Gemeinde im Kreis Pčinja

Die Opština Preševo (albanisch Komuna e Preshevës, serbisch-kyrillisch Општина Прешево) ist eine serbische Opština im Okrug Pčinja mit rund 29.600 Einwohnern. Der Verwaltungssitz ist Preševo. Der Gemeindevorsteher Shqiprim Arifi ist Vorsitzender der Alternativa për Ndryshim. In der mehrheitlich von Albanern bewohnten Opština leben etwa 10 % Serben sowie etwa 1 % Roma. Die Gemeinde grenzt im Süden an Nordmazedonien und im Westen an das Kosovo an.

## Orte
Der Verwaltungssitz Preševo ist kleinstädtisch geprägt.
Daneben umfasst die Gemeinde 34 Dörfer:
| - Aliđerce - Berčevac - Bujić - Bukarevac - Bukovac - Buštranje - Golemi Dol - Gornja Šušaja - Gospođince - Depce - Donja Šušaja | - Ilince - Kurbalija - Ljanik - Mađare - Miratovac - Norča - Oraovica - Pečeno - Rajince - Ranatovce - Reljan | - Svinjište - Sefer - Slavujevac - Stanevce - Strezovce - Trnava - Cakanovac - Cerevajka - Crnotince - Čukarka - Žujince |

## Wirtschaft
Die Wirtschaft ist landwirtschaftlich geprägt. In Oraovica/Rahovica gibt es einen Stausee, welcher für die Bewässerung der Felder im Tal sowie zum Fischen und auch als Erholungsort genutzt wird.
Der wirtschaftliche Kollaps Jugoslawiens Anfang der 1990er-Jahre, der folgende Kosovokrieg 1999 sowie der bewaffnete Konflikt in Mazedonien 2001 verschlimmerten die wirtschaftliche Lage der seit jeher eher wirtschaftlich unterentwickelten Region erheblich. Die Wirtschaft ist hauptsächlich landwirtschaftlich geprägt, daneben sind Militär und Zoll größere Arbeitgeber. Bestimmend ist der Anbau von Weizen, Tabak, Mais und Melonen, und der Forstwirtschaft, vor allem westlich der Stadt liegen große Wälder. Der Dienstleistungsbereich, vor allem der Einzelhandel und die Gastronomie, ist ein weiterer wichtiger Wirtschaftszweig der Region. Industrielle Strukturen bilden unter den Betrieben die Ausnahme. Die Baubranche hat eine kleinere Bedeutung. Über 60 Prozent der Bevölkerung haben keine bezahlte Arbeit, sind jedoch durch Haus, Land, Acker und Hof weitgehend Selbstversorger (Subsistenzwirtschaft). Weiterhin werden viele Familien durch die in der Diaspora lebenden Albanern und Serben finanziell unterstützt. Eine weitere Einkommensquelle stellt der Schmuggel über die nahe gelegenen Grenzen dar. Die jüngeren Einwohner studieren in Niš, Pristina, Tetovo oder auch Tirana und ziehen meist aus der Opština fort. Seit 2002 dürfen auch Albaner in Preševo wieder Polizeibeamte stellen.